# Eurystomella aupouria
Eurystomella aupouria är en mossdjursart som beskrevs av Gordon, Mawatari och Kajihara 2002. Eurystomella aupouria ingår i släktet Eurystomella och familjen Eurystomellidae.
Artens utbredningsområde är havet kring Nya Zeeland. Inga underarter finns listade i Catalogue of Life.